# Sierre (gemeente)
Sierre (Duits: Siders) is een Zwitserse stad in het kanton Wallis. Sierre telt 16.332 inwoners. Sierre ligt in het hooggebergte van de Alpen aan de Rhône.
Sierre is de meest oostelijk gelegen Franstalige plaats in het Rhône-dal. Het grootste deel van de bevolking is er Franstalig, terwijl een klein deel Duitstalig is.
De stad is makkelijk bereikbaar via een autoweg die evenwijdig met de Rhône loopt, bij de afrit naar de Val d'Anniviers. Sierre heeft geen interessante ligging voor alpinisten, omdat de meeste hoge toppen alleen bereikbaar zijn door de zijvalleien van de Rhône en is daarom vooral belangrijk als industriestad. De enige echte toeristische bezienswaardigheid is een oud fort op een heuveltje net boven de stad.

## Geschiedenis
Sinds 1972 maakt de tot dan toe zelftstandige gemeente Granges in het dal van de Rhône deel uit van Sierre.
Op 13 maart 2012 verongelukte in de Sierretunnel een Belgische touringcar met basisschoolkinderen, er vielen 28 doden en 24 gewonden.

## Evenementen
- Sierre Blues Festival

## Zustersteden
- Aubenas (Frankrijk)
- Cesenatico (Italië)
- Schwarzenbek (Duitsland)
- Zelzate (België)

## Geboren
- Louis-Martin de Courten (1835-1937), militair
- Jean Wicki (1933-2023), bobsleeër
- Gabrielle Antille Gaillard (1944), econome en hooglerares
- Bernard Fellay (1958), generaal-overste van priesterbroederschap Sint-Pius X
- Alexandre Moos (1972), wielrenner
- Stéphane Grichting (1979), voetballer
- Johann Tschopp (1982), wielrenner

## Overleden
- Henriëtte van België (1870-1948), zuster van koning Albert I
- Marc Amsler (1891-1968), oogheelkundige

## Evenementen
- Sierre Blues Festival